# هيندرسون (لويزيانا)
هيندرسون (بالإنجليزية: Henderson, Louisiana)‏ هي بلدة أمريكية تقع في الولايات المتحدة في لويزيانا. يقدر عدد سكانها بـ 1,531 نسمة .

## التركيبة السكانية
حدّد مكتب تعداد الولايات المتحدة بيانات التركيبة السكانية لهيندرسون في تعداد الولايات المتحدة. في ما يلي، التركيبة السكانية حسب تعدادي 2000 و2010.

### تعداد عام 2000
بلغ عدد سكان هيندرسون 1,531 نسمة بحسب تعداد عام 2000، وبلغ عدد الأسر 546 أسرة وعدد العائلات 409 عائلة مقيمة في البلدة. في حين سجلت الكثافة السكانية 216.2 نسمة لكل كيلومتر مربع (560.0/ميل2). وبلغ عدد الوحدات السكنية 596 وحدة بمتوسط كثافة قدره 84.2 لكل كيلومتر مربع (218.1/ميل2).
وتوزع التركيب العرقي للبلدة بنسبة 72.37% من البيض و9.93% من الأمريكيين الأفارقة و0.20% من الأمريكيين الأصليين و16.72% من الأمريكيين ذوي الأصول الآسيوية و0.78% من عرقين مختلطين أو أكثر و0.39% من الهسبانيون أو اللاتينيون من أي عرق.
بلغ عدد الأسر 546 أسرة كانت نسبة 44.5% منها لديها أطفال تحت سن الثامنة عشر تعيش معهم، وبلغت نسبة الأزواج القاطنين مع بعضهم البعض 53.1% من أصل المجموع الكلي للأسر، ونسبة 15% من الأسر كان لديها معيلات من الإناث دون وجود شريك،  بينما كانت نسبة 6.8% من الأسر لديها معيلون من الذكور دون وجود شريكة وكانت نسبة 25.1% من غير العائلات. تألفت نسبة 21.8% من أصل جميع الأسر من عدة أفراد يعيشون في نفس المنزل ونسبة 9.5% كانت تتألف من شخص يعيش بمفرده يبلغ من العمر 65 عاماً أو أكثر. وبلغ متوسط حجم الأسرة المعيشية 2.80، أما متوسط حجم العائلات فبلغ 3.24.
بلغ العمر الوسطي للسكان 32.9 عاماً. وكانت نسبة 29.8% من القاطنين تحت سن الثامنة عشر، وكانت نسبة 9.5% بين الثامنة عشر والرابعة والعشرين عاماً، ونسبة 28.7% كانت واقعةً في الفئة العمرية ما بين الخامسة والعشرين والرابعة والأربعين عاماً، ونسبة 22.3% كانت ما بين الخامسة والأربعين والرابعة والستين، ونسبة 9.7% كانت ضمن فئة الخامسة والستين عاماً فما فوق. يوجد لكل 100 أنثى 98.2 ذكر، ويوجد لكل 100 أنثى في الثامنة عشر من عمرها فما فوق 92.5 ذكر.
بلغ متوسط دخل الأسرة في البلدة 21,295 دولارًا، أما متوسط دخل العائلة فبلغ 22,891 دولارًا. وكان متوسط دخل الذكور 24,265 دولارًا مقابل 17,583 دولارًا للإناث. وسجل دخل الفرد الخاص بالبلدة 13,907 دولارًا. وكانت نسبة 24.2% من العائلات ونسبة 29.5% من السكان تحت خط الفقر، وكان من هؤلاء نسبة 45.2% تحت سن الثامنة عشر ونسبة 25.6% في الخامسة والستين من العمر وما فوق.

### تعداد عام 2010
بلغ عدد سكان هيندرسون 1,674 نسمة بحسب تعداد عام 2010، وبلغ عدد الأسر 592 أسرة وعدد العائلات 410 عائلة مقيمة في البلدة. في حين سجلت الكثافة السكانية 236.4 نسمة لكل كيلومتر مربع (612.3/ميل2). وبلغ عدد الوحدات السكنية 640 وحدة بمتوسط كثافة قدره 90.4 لكل كيلومتر مربع (234.1/ميل2).
وتوزع التركيب العرقي للبلدة بنسبة 70.67% من البيض و11.35% من الأمريكيين الأفارقة و0.48% من الأمريكيين الأصليين و9.08% من الأمريكيين ذوي الأصول الآسيوية و6.63% من الأعراق الأخرى و1.79% من عرقين مختلطين أو أكثر و9.26% من الهسبانيون أو اللاتينيون من أي عرق.
بلغ عدد الأسر 592 أسرة كانت نسبة 36.8% منها لديها أطفال تحت سن الثامنة عشر تعيش معهم، وبلغت نسبة الأزواج القاطنين مع بعضهم البعض 44.9% من أصل المجموع الكلي للأسر، ونسبة 16.6% من الأسر كان لديها معيلات من الإناث دون وجود شريك،  بينما كانت نسبة 7.8% من الأسر لديها معيلون من الذكور دون وجود شريكة وكانت نسبة 30.7% من غير العائلات. تألفت نسبة 24.7% من أصل جميع الأسر من عدة أفراد يعيشون في نفس المنزل ونسبة 9% كانت تتألف من شخص يعيش بمفرده يبلغ من العمر 65 عاماً أو أكثر. وبلغ متوسط حجم الأسرة المعيشية 2.83، أما متوسط حجم العائلات فبلغ 3.28.
بلغ العمر الوسطي للسكان 34.9 عاماً. وكانت نسبة 26% من القاطنين تحت سن الثامنة عشر، وكانت نسبة 11.8% بين الثامنة عشر والرابعة والعشرين عاماً، ونسبة 24.9% كانت واقعةً في الفئة العمرية ما بين الخامسة والعشرين والرابعة والأربعين عاماً، ونسبة 25.7% كانت ما بين الخامسة والأربعين والرابعة والستين، ونسبة 11.6% كانت ضمن فئة الخامسة والستين عاماً فما فوق. وتوزع التركيب الجنسي للسكان بنسبة 50.3% ذكور و49.7% إناث.